# A-0 Geyser
A-0 Geyser est un geyser de type « fontaine » situé dans le Lower Geyser Basin dans le parc national de Yellowstone aux États-Unis. Il est situé à proximité de Great Fountain Geyser et Surprise Pool.
A-0 fait partie du White Creek Group dont font aussi partie Spindle Geyser et Botryoidal Spring. On le reconnaît par son bassin rond et peu profond avec un orifice rond au milieu. On le trouve à 30 m au sud-est de l'aire de stationnement de Surprise Pool. Il est visible depuis cette aire de stationnement. En revanche, il n'est pas possible de le voir depuis le chemin partant de l'aire de stationnement de Great Fountain Geyser et se dirigeant vers le sud-est puisqu'il a été fermé par le parc en raison d'abus et d'utilisation excessive (l'utiliser est maintenant illégal).
Ses éruptions durent entre 30 et 40 secondes, sont séparées d'environ 24 minutes et atteignent entre 1,5 et 3,0 m.
Le nom A-0 n'est pas officiel ; il vient du fait de sa proximité des geysers inactifs A-1 et A-2, malgré le fait qu'il ne leur ressemble pas.
Il existe un très petit geyser n'ayant pas de nom entre A-0 et Botryoidal Spring qui entre en éruption toutes les 10 minutes. L'eau jaillit de plusieurs petits trous et atteint entre quelques centimètres et 60 centimètres.